# Carlos Rivera
Carlos Augusto Rivera Guerra (Tlaxcala, 15 maart 1986) is een Mexicaanse zanger en acteur.

## Biografie
In 2005 tekende hij bij Sony Music en begon te werken aan een titelloos album. Dat jaar nam hij "Y Si tu Supieras" op voor de speelfilm Mar de Sueños. Het nummer werd genomineerd voor Best Original Song op de 2006 Diosas de Plata, een jaarlijkse Mexicaanse prijsuitreiking gehost door de Mexicaanse Film Journalism Association. Terwijl hij aan het album werkte, werkte Rivera in het theater. In 2006 speelde hij de hoofdrol in de musical Besame Mucho, en het jaar daarop trad hij op in Orgasmos La Comedia. In 2008 was Rivera, 22 jaar oud, de jongste acteur ter wereld die de mannelijke hoofdrol speelde in Beauty and the Beast, de eerste grote Broadway-achtige productie die door Disney in Mexico werd geproduceerd. Rivera speelde in 2009 de hoofdrol in zijn vierde theaterproductie, Mamma Mia!. Het project leverde hem een nominatie op in de categorie Beste Co-Acteur van het Jaar door de Vereniging van Journalisten Theater. Zijn tweede studioalbum, Mexicano, werd opgenomen in 2010 en net als zijn voorganger, met hits als "Te me vas" en "No soy el aire", kreeg het de gouden certificering. Het project werd geproduceerd door Kiko Campos.

### The Lion King
In 2011 werd Rivera de eerste Mexicaanse acteur die de hoofdrol speelde in een Disney-productie buiten Mexico. In de volgende twee jaar zagen meer dan een miljoen mensen Rivera in de rol van Simba. Hij verkocht ongeveer 700 shows uit in het Lope de Vega Theater aan de beroemde Gran Via de Madrid, en won Beste Nieuwe Acteur bij de 2012 Broadway World Spain Awards. In 2013 richtte Rivera zich op zijn laatste Lion King productie en de release van zijn derde studioalbum, El hubiera no existe. Het album, dat in Mexico goud werd gecertificeerd, werd ook uitgebracht in Spanje, Argentinië, Venezuela, Midden-Amerika en Portugal.

### El Hubiera No Existe
El Hubiera No Existe markeerde het begin van samenwerkingen met Mario Dom, Franco De Vita, Leonel García en Pablo Preciado. Het album leverde een hits op waaronder "Fascinación," "Solo Tú," "Gracias a ti," "El hubiera no existe," "Por ti," "Que fue de nuestra vida," een duet met De Vita, en "No deben marchitar" met India Martinez.
Rivera's wereldtournee, de "El Hubiera No Existe Tour," leverde 60 uitverkochte shows op in steden als Madrid, Barcelona, Valencia, Buenos Aires en Guadalajara.

### 2014-
In 2014 nam Rivera deel als jurylid aan Spanje's versie van The Voice. Datzelfde jaar vierde hij 10 jaar als artiest en bracht hij een live-album uit, Con Ustedes... Carlos Rivera En Vivo, opgenomen tijdens zijn tweede optreden in het Teatro Metropólitan in Mexico-Stad. Vorig jaar,
sloot Rivera zich opnieuw aan bij de cast van de Lion King, in Mexico, waar het project de hoogste brutowinst in de geschiedenis van het land opleverde. Rivera speelde van 2015 tot 2016 in meer dan 300 shows, en gecombineerd met de productie van Spanje, acteerde hij in meer dan 1.000 theatershows, waar ongeveer 1,4 miljoen gasten van genoten. Hij is de enige acteur ter wereld die de hoofdrol heeft gespeeld in twee originele Disney-producties van The Lion King, en de enige hoofdrolspeler die op twee soundtracks heeft opgenomen, en ook heeft deelgenomen aan de tekstbewerking van de originele liedjes voor de Spaanse versie. Dit jaar,
Rivera costarred in de telenovela El hotel de los secretos, geproduceerd door Televisa. In februari bracht hij zijn vierde studioalbum uit,  Yo Creo, dat debuteerde op nummer 1 in AMPROFON's Top Sales Chart in Mexico en nr. 1 in iTunes' General Chart in Spanje. Rivera nam een liedje op voor de Argentijnse soap Los ricos no piden permiso. Rivera heeft samengewerkt met artiesten als wijlen Juan Gabriel, Maluma, Banda el Recodo, Thalía, José José, Pandora, Reyli Barba, Ana Torroja, Marta Sánchez, Franco De Vita, Ana Carolina en Daniel Boaventura (Brazilië), Paulo Gonzo (Portugal), Abel Pintos (Argentinië), Laura Pausini (Italië) en India Martínez (Spanje).

## Albums
- Y si tú supieras (2006)
- En el amor no se manda (met Yuridia) (2007)
- Te me vas (2007)
- La malagueña (2010)
- Amar y vivir (2011)
- Cielo azul (met Kaay) (2014)
- ¿Cómo pagarte? (2015)
- Quedarme aquí (2015)
- Otras vidas (2016)
- Que lo nuestro se quede nuestro (2016)
- Lo digo (met Gente de Zona) (2017)
- Recuérdame (Coco) (2017)
- Me muero (2018)
- Grito de guerra (2018)
- Regrésame mi corazón (2018)
- Sería más fácil (2019)
- Te Esperaba (2019)
- Perdiendo la cabeza (met Becky G en Pedro Capó) (2020)
- Ya Pasará (2020)
- 100 años (met Maluma en Calibre 50) (2021)

## Prijzen en nominaties
| Jaar | Categorie           | Baan                 | Resultaat |
| ---- | ------------------- | -------------------- | --------- |
| 2012 | Beste nieuwe acteur | El Rey León (Spanje) | Gewonnen  |

| Jaar | Categorie     | Baan                 | Resultaat |
| ---- | ------------- | -------------------- | --------- |
| 2013 | Artistic Song | El hubiera no existe | Gewonnen  |

### Prijze Dial
| Jaar | Categorie           | Baan                    | Resultaat |
| ---- | ------------------- | ----------------------- | --------- |
| 2014 | Relevatie Artistiek | El hubiera geen bestaan | Gewonnen  |
| 2016 | Muziekvak           | 12 jaar of trayectorie  | Gewonnen  |

### Premios TVyNovelas (México)
| Jaar | Categorie                       | Baan                                               | Resultaat   |
| ---- | ------------------------------- | -------------------------------------------------- | ----------- |
| 2017 | Best Co-Land Actor              | El hotel de los secretos                           | Gewonnen    |
| 2017 | Beste coestelar-relevatieacteur | El hotel de los secretos                           | Gewonnen    |
| 2017 | beste titelmuziek               | Que lo nuestro se quede nuestro - Sin rastro de ti | Genomineerd |
| 2019 | beste titelmuziek               | «Me muero» - Amar a muerte                         | Gewonnen    |